# غلة دار (سيمكان)
غلة دار (بالفارسية: گله‌دار) هي قرية تقع في إيران في قسم سیمکان الريفي. يقدر عدد سكانها بـ 85 نسمة .